# Napoli Calcio a 5 2006-2007
Questa pagina raccoglie i dati riguardanti il Napoli Calcio a 5, squadra di calcio a 5 militante in serie A, nelle competizioni ufficiali del 2006-2007.

## Rosa[1]
| N° | Naz.                                   | Ruolo      | Sportivo                | Anno     |  |  |
| -- | -------------------------------------- | ---------- | ----------------------- | -------- |  |  |
| -  | Italia (bandiera)                      | Portiere   | Antimo Di Lorenzo       | 15.07.85 |  |  |
| -  | Brasile (bandiera) · Italia (bandiera) | Portiere   | Christian Bertoni       | 19.03.75 |  |  |
| -  | Paraguay (bandiera)                    | Portiere   | Mario Gazolli           | 26.12.86 |  |  |
| -  | Brasile (bandiera)                     | Difensore  | Henry Correia           | 07.08.80 |  |  |
| -  | Italia (bandiera)                      | Difensore  | Marcus Delpizzo         | 13.10.83 |  |  |
| -  | Brasile (bandiera) · Italia (bandiera) | Difensore  | Rodrigo Bertoni         | 01.12.78 |  |  |
| -  | Brasile (bandiera)                     | Difensore  | Bruno Rossa             | 01.05.84 |  |  |
| -  | Portogallo (bandiera)                  | Laterale   | Minhoca                 | 14.07.80 |  |  |
| -  | Italia (bandiera)                      | Pivot      | Jorge Alberto Beto Puhl | 01.10.85 |  |  |
| -  | Brasile (bandiera)                     | Pivot      | Diogo Sgarbi            | 22.12.77 |  |  |
| -  | Brasile (bandiera) · Italia (bandiera) | Pivot      | Clayton Baptistella     | 07.12.83 |  |  |
| -  | Italia (bandiera)                      | Universale | Felipe Manzalli         | 20.09.85 |  |  |
| -  | Brasile (bandiera) · Italia (bandiera) | Universale | Romulo Bertoni          | 19.03.75 |  |  |
| -  | Italia (bandiera)                      | Universale | Gennaro Bonetti         | 13.10.86 |  |  |
| -  | Brasile (bandiera) · Italia (bandiera) | Universale | Douglas Correia         | 12.02.82 |  |  |
| -  | Italia (bandiera)                      | Allenatore | Maurizio Deda           | -        |  |  |